# Stora Källsjön, Halland
Stora Källsjön är en sjö i Hylte kommun i Halland och ingår i Nissans huvudavrinningsområde.